# Xã Long Branch, Quận Saline, Illinois
Xã Long Branch (tiếng Anh: Long Branch Township) là một xã thuộc quận Saline, tiểu bang Illinois, Hoa Kỳ. Năm 2010, dân số của xã này là 248 người.